# Volhov
Volhov (rusko Во́лхов) je industrijsko mesto in upravno središče Volhovskega rajona v Leningrajski oblasti v Rusiji, ki leži ob reki Volhov, 122 km vzhodno od Sankt Peterburga. Leta 2010 je imelo mesto 47.182 prebivalcev.
Predhodno je bil znan kot Zvanka (do 27. decembra 1933) in Volhovstroj (do 11. aprla 1940).

## Zgodovina
Mesto se je razvilo med industrializacijo v prvi polovici 20. stoletja. Naselje Zvanka (Званка) z depojem vlakov je bilo zgrajeno na tem mestu v času, ko je bila grajena železnica med Sankt Peterburgom in Vologdo. Bila je del Novoladožskega ujezda Sanktpeterburške gubernije. Leta 1916 je bila zgrajena druga železniška proga proti Murmansku in tako je postal kraj pomembno železniško vozlišče. Leta 1918 se je na tem mestu začela gradnja Volhovske hidroelektrarne, prve v Sovjetski zvezi. Leta 1926 je elektrarna postala operativna in leta 1932 je bila v bližini odprta prva sovjetska tovarna aluminija.

## Gospodarstvo
Gospodarstvo Volhova temelji na Volhovski hidroelektrarni in tovarni aluminija.

## Transport
Volhov je pomembno železniško vozlišče in ima dve železniški postaji, Volhovstrojska I. in Volhovstrojska II. Ena železniška proga povezuje Sankt Peterburg in železniška postaja Volhovstrojska je končna postaja primestnih vlakov iz Sankt Peterburga. Na vzhod se železniška proga nadaljuje do Vologde mimo Tihvina in Čeropoveca. Druga železniška proga povezuje Volhov s Čudovim na jugu in Lodejnovim poljem, Petrozavodskom ter Murmanskom na severu.